# 二氟二氯硅烷
二氟二氯硅烷是一种无机化合物，化学式为SiCl2F2，它可由三氟化锑和四氯化硅在五氯化锑或氯气催化下反应得到，该反应同时会产生其它氟氯化硅。它和过量的二甲胺反应，可以得到二(二甲氨基)二氟化硅。